# Кубок Сапорти
Ку́бок Сапо́рти (англ. Saporta Cup) — другий за значенням клубний європейський баскетбольний турнір, що проводився під егідою ФІБА Європа з 1966 по 2002 рік. У турнірі змагалися переможці національних кубків зі всієї Європи. Турнір названий на честь Раймундо Сапорти, керівника іспанського Реалу.

## Історія

### Колишні назви
- 1966–1991 — Європейський кубок володарів кубків (англ. European Cup Winners' Cup)
- 1991–1996 — Європейський кубок (англ. European Cup)
- 1996–1998 — Єврокубок (англ. EuroCup)
- 1998–2002 — Кубок Сапорти (англ. Saporta Cup)